# Isla de Jueyes
Isla de Jueyes est une petite île inhabitée de la côte sud de Porto Rico, faisant face à la municipalité de Ponce dont elle fait partie administrativement comme les îles de Cardona, Caja de Muertos, Morrillito, Ratones, Gatas et Isla del Frío.

## Géographie
L'île est la plus petite du groupe d'îles attribuées à la commune de Ponce.
Elle est recouverte essentiellement de broussailles à cause de son climat sec.

## Réserve naturelle
Bien que n'étant pas officiellement une réserve naturelle, l'île est administrée par le Département des ressources naturelles et environnementales de Porto Rico.